# Ricardo Williams
Ricardo Williams (Cincinnati, 25 de junio de 1981) es un deportista estadounidense que compitió en boxeo. Participó en los Juegos Olímpicos de Sídney 2000, obteniendo una medalla de plata en el peso superligero.
En enero de 2001 disputó su primera pelea como profesional. En su carrera profesional tuvo en total 25 combates, con un registro de 22 victorias y tres derrotas.

## Palmarés internacional
| Juegos Olímpicos | Juegos Olímpicos   | Juegos Olímpicos | Juegos Olímpicos |
| Año              | Lugar              | Medalla          | Categoría        |
| ---------------- | ------------------ | ---------------- | ---------------- |
| 2000             | Sídney (Australia) | Medalla de plata | 63,5 kg          |